# Zygmunt Nieciecki

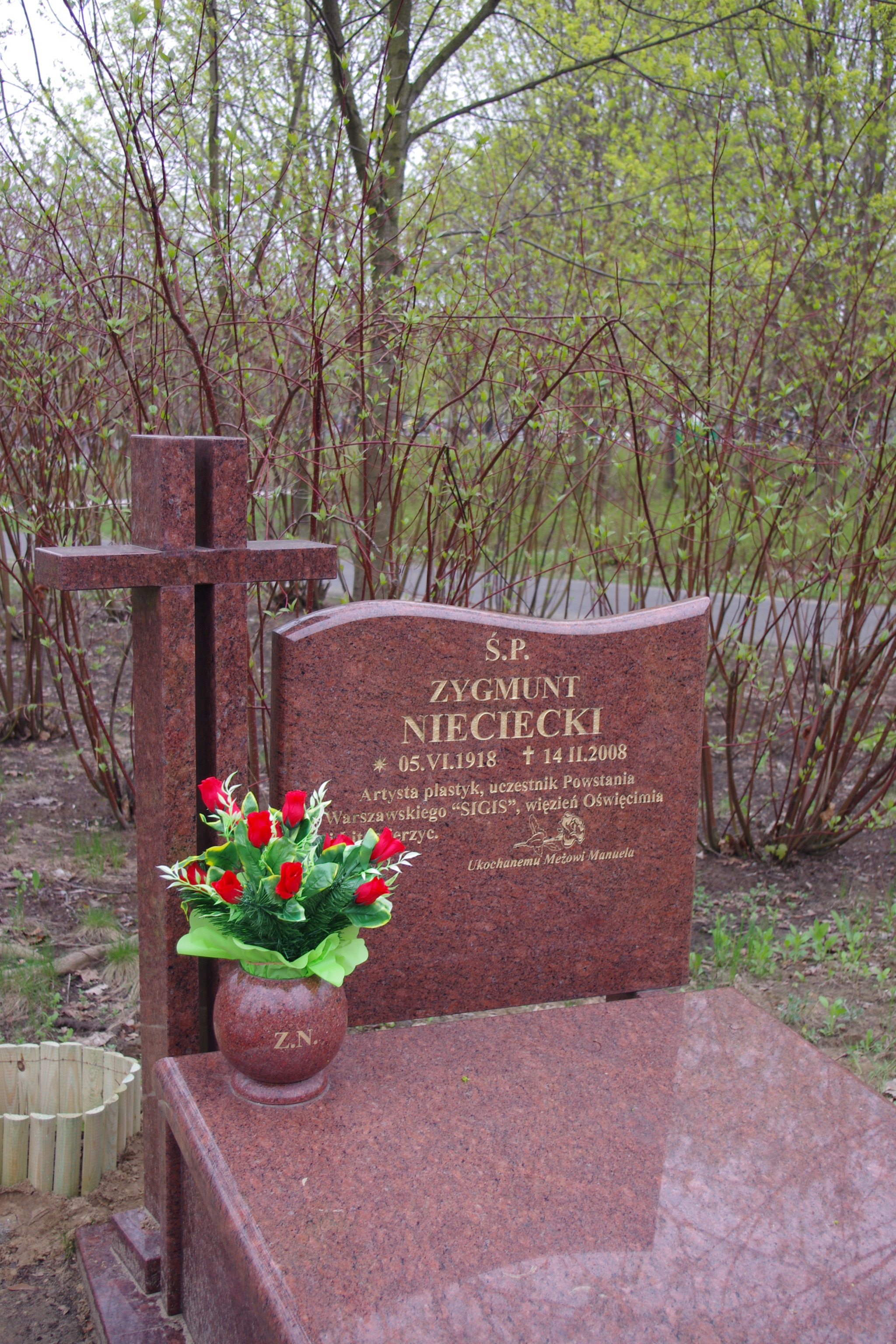
Grób artysty grafika Zygmunta Niecieckiego (1918-2008) na Cmentarzu Komunalnym Północnym w Warszawie

Zygmunt Bonifacy Nieciecki pseud. „Sigis” (ur. 5 czerwca 1918, zm. 14 lutego 2008 w Warszawie) – polski artysta grafik, modelarz znaków wodnych, wieloletni pracownik Państwowej Wytwórni Papierów Wartościowych (PWPW), uczestnik powstania warszawskiego.
Pracę w PWPW rozpoczął w 1941 r., początkowo pełniąc funkcje pomocnika kowala, a następnie kontrolera w papierni PWPW na warszawskim Mokotowie i w Jeziornie. Od 1942 r. do momentu wybuchu powstania pracował w wytwórczym oddziale Straży Pożarnej. Podczas walk powstańczych wziął udział w zdobyciu siedziby PWPW przy ul. Sanguszki oraz jej późniejszej obronie jako członek PWB/17/S. 2 września 1944 r. wywieziony do obozu koncentracyjnego Auschwitz-Birkenau, a następnie do obozu koncentracyjnego w Litomierzycach. 
Od lipca 1945 r. był pracownikiem łódzkiego oddziału PWPW, gdzie był odpowiedzialny za odtworzenie technologii produkcji znaków wodnych. Członek zespołu realizatorskiego pierwszego wykonanego całkowicie w kraju banknotu o nominale 1000 zł. W 1946 r. opracował technologię produkcji eguterów (znaków wodnych) ze znakiem ciągłym. We wrześniu 1948 r. został oddelegowany do PWPW w Warszawie, gdzie założył eguternię - pracownię znaków wodnych. W 1949 r., samodzielnie wykonał serię znaków wodnych według projektu znanego rysownika Wacława Borowskiego dla banknotów wprowadzonych podczas reformy pieniężnej w Polsce z 1950 r. Od 1949 r. pełnił w wytwórni między innymi funkcję: modelarza znaków wodnych, artysty plastyka i kierownika pracowni znaków wodnych którą sprawował do momentu przejścia na emeryturę w 1983 r. Podczas swojej pracy w PWPW był również w latach 1951-1983 członkiem redakcji gazety zakładowej „Życie Wytwórni” oraz organizatorem świetlicy zakładowej. 
Pochowany 20 lutego 2008 r. na Cmentarzu Północnym w Warszawie (kw. O-II-18).